# کابوی (فیلم ۱۹۶۶)
«کابوی» (انگلیسی: Cowboy) فیلم مستند است به کارگردانی Michael Ahnemann که در سال ۱۹۶۶ منتشر شد.